# James Finlay Weir Johnston
James Finlay Weir Johnston FRS (Paisley, 13 de setembro de 1796 — Durham, 18 de setembro de 1855) foi um químico agrícola escocês.
Nascido em Paisley, Renfrewshire, Johnston estudou na Universidade de Glasgow, e adquiriu fortuna pelo seu casamento em 1830, devotando-se ao estudo da química. Visitou o químico Jöns Jacob Berzelius na Suécia, sendo co-fundador da Associação Britânica para o Progresso da Ciência. Após alguns anos foi apontado para lecionar na Universidade de Durham, porém residiu em Edimburgo, e escreveu Catechism of Agricultural Chemistry (1844), traduzido em diversas línguas, e Chemistry of Common Life (1853 – 1855). Em 1847 Augustus Voelcker foi seu assistente, que também lecionou química agrícola na Universidade de Durham.